# Вера Маркова
Вера Маркова (на македонска литературна норма: Вера Маркова) е видна юристка от Северна Македония, членка на Конституционния съд на страната от 2004 до 2013 година.

## Биография
Родена е на 21 ноември 1947 година в град Битоля, тогава във Федеративна народна република Югославия. В 1948 година семейството ѝ се мести в столицата на Народна република Македония Скопие, където Маркова получава основно и средно образование. В 1973 година завършва Юридическия факултет на Скопския университет „Кирил и Методий“ и през ноември същата година започва работа в Окръжния съд в Скопие. След полагането на съдийски изпит работи като научен сътрудник. В 1978 година е избрана за съдийка в Общинския съд Скопие II, където работи в гражданския отдел. От 1980 до 1987 година е отговорен съдия на Общинския съд Скопие II. Била е заместник-председателка на съда. В 1986 година ѝ е връчен Медал на труда.
От март 1996 година е съдийка в Апелационния съд в Скопие. От 2004 година до 2013 година е съдийка в Конституционния съд на Република Македония.